# Antilengua
La antilengua es un tipo de lengua secreta usada como medio de comunicación dentro de un grupo social que la emplea como medio de evitar ser comprendido por personas de fuera del grupo. Puede usar el mismo vocabulario y gramática, pero de una forma no estándar.
Ejemplos de antilenguas incluyen el cockney rhyming slang, el CB slang, el grypsera de las prisiones polacas, el thieves' cant, o el latín de los canteros el polari, y posiblemente el bangime.

## Introducción
El concepto fue estudiado por el lingüista M. A. K. Halliday que usó el término para referirse a la lingua franca de una antisociedad que está establecida en el seno de otra sociedad, o como una alternativa consciente de ella, y que indica una habilidad lingüística de los usuarios de la misma. De acuerdo con Halliday, "metaphorical modes of expression are the norm". Este lingüista recopiló una lista de criterios para clasificar una variedad como una antilengua:
1. Una antisociedad es una sociedad que se establece dentro de otra de una manera consciente y como alternativa a la sociedad general.
2. Como sucede con los primeros registros de las lenguas de culturas exóticas, la información disponible usualmente se encuentra en forma de listas de palabras.
3. La forma más simple que toma una antilengua es la de tomar viejas palabras con nuevos usos: es una lengua relexicalizada.
4. Muchas veces la gramática es idéntica a la de una lengua de uso más general, pero con un vocabulario diferente.
5. La comunicación efectiva depende muchas veces de intercambian adecuadamente los significados para que sean inaccesibles a una persona no iniciada.
6. La antilengua no es únicamente una opción extra, es un elemento fundamental asociado al fenómeno de una vida secreta alternativa.
7. El principal vehículo de transmisión de la antilengua es la conversación entre personas que la conocen.
8. La antilengua es un vehículo de resocialización.
9. Existe continuidad entre la lengua y la antilengua.